# Gerd Kropf
Gerd Josef Kropf (* 20. März 1956 in Saarlouis) ist ein Brigadegeneral außer Dienst des Heeres der Bundeswehr. Er war in letzter Verwendung von März 2016 bis März 2020 Kommandeur des Landeskommando Mecklenburg-Vorpommern.

## Militärische Laufbahn

### Ausbildung und erste Verwendungen
1976 trat Kropf beim Panzerbataillon 144 in Koblenz in den Dienst der Bundeswehr. Ab 1978 erfolgte die Ausbildung zum Offizier. Von 1979 bis 1981 war Leutnant Kropf als Zugführer der 2. Kompanie des Panzerbataillons 344 in Koblenz eingesetzt. Hiernach wurde Kropf nach Munster versetzt, wo er bis 1985 als Oberleutnant und Zugführer an der Kampftruppenschule II diente. 1985 wurde er erneut nach Koblenz versetzt und diente dort unter Beförderung zum Hauptmann bis 1988 als Kompaniechef der 4. Kompanie des Panzerbataillon 341. Im Anschluss daran diente Kropf ein Jahr lang als Logistikoffizier (S4) im Stab des Panzerbataillons 343 am selben Standort.
1989 wurde er nach Veitshöchheim versetzt, wo er bis 1992 eine Ausbildung zum Operations- und Ausbildungsoffizier (S3) im Stab der 12. Panzerdivision unter dem Kommando von Hartmut Foertsch und Hartmut Bagger absolvierte. Von 1992 bis 1993 diente Kropf dann abermals als Kompaniechef, diesmal bei der Panzerjägerkompanie 360 in Külsheim.

### Dienst als Stabsoffizier
Unter Beförderung zum Major wurde Kropf 1993 nach Torgelow versetzt, wo er bis 1996 als stellvertretender Bataillonskommandeur des Panzerbataillons 413 diente. Von 1996 bis 1999 war er stellvertretender Leiter des Ausbildungsstützpunktes Simulationsunterstützte Rahmenübungen-Bataillon (SIRA-Btl) in Ellwangen. Von 1999 bis 2002 kommandierte Oberstleutnant Kropf das Panzerbataillon 393 in Bad Salzungen. Im Jahre 2001 absolvierte Kropf seinen ersten Auslandseinsatz im Rahmen der SFOR in Bosnien und Herzegowina im Feldlager Rajlovac als Operationsstabsoffizier (G3) des 4. deutschen Heereskontingentes (GECONSFOR).
2003 wurde Kropf in das Bonner Bundesministerium der Verteidigung versetzt und diente dort von 2004 als Referent für Einsatzaufgaben im Heer im Führungsstab des Heeres (FüH III 4) unter der Leitung des Chefs des Stabes, Hans-Otto Budde. 2004 wurde er nach Torgelow versetzt, wo er für ein Jahr als stellvertretender Brigadekommandeur der Panzergrenadierbrigade 41 unter Josef Niebecker diente.
2005 absolvierte Oberst Kropf erneut einen Auslandseinsatz, diesmal im Rahmen der KFOR im Kosovo, wo er in Prizren als Kommandeur des 13. deutschen Einsatzkontingentes und stellvertretender Kommandeur der Multinational Brigade Süd diente. Zurück in Deutschland wurde Kropf nach Letzlingen versetzt, wo er von 2006 bis 2010 das Gefechtsübungszentrum Heer leitete.

### Dienst als General
Am 19. Oktober 2010 übernahm Kropf im sächsischen Frankenberg von Jörg Vollmer das Kommando über die Panzergrenadierbrigade 37, wo er kurze Zeit später zum Brigadegeneral befördert wurde. Seit dem 1. Januar 2013 war er Stellvertretender Kommandeur und Beauftragter Reservistenangelegenheiten Kommando Territoriale Aufgaben der Bundeswehr in Berlin.
Im März 2016 folgte er Christof Munzlinger als Kommandeur des Landeskommando Mecklenburg-Vorpommern.
Im Juni und Juli 2019 war er, in seiner Stellung als Kommandeur des Landeskommando Mecklenburg-Vorpommern, Mitglied der Einsatzführung zur Bekämpfung der Waldbrände in Mecklenburg-Vorpommern.
Den Dienstposten als Kommandeur des Landeskommando Mecklenburg-Vorpommern übergab er im März 2020 an Brigadegeneral Markus Kurczyk und trat nach 44 Dienstjahren in den Ruhestand.

## Auszeichnungen
- Ehrenmedaille der Bundeswehr (1981),
- Ehrenkreuz der Bundeswehr in Silber (1992),
- Ehrenkreuz der Bundeswehr in Gold (2001),
- NATO Medal for Service with NATO on Operations in Relation to the Former Yugoslavia (2002),
- Einsatzmedaille der Bundeswehr (SFOR) (2002),
- Einsatzmedaille Fluthilfe (2002),
- Einsatzmedaille der Bundeswehr in Bronze (Kosovo) (2005),
- „Nationales Gedenkkreuz für die Friedensmission im Kosovo“ (Verteidigungsminister der Italienischen Republik, 2006),
- Orden „Für Treue Dienste unter den Fahnen“ (Verteidigungsminister der Republik Bulgarien, 2006),
- Abzeichen „Friedenserhaltende Operationen“ (Chef des Generalstabes des Heeres des Königreiches Spanien, 2006),
- Non Article 5 NATO Medal (2006).

## Privates
Kropf ist verheiratet und hat einen Sohn.